# Coupe d'Allemagne de football 1976-1977
Navigation
Édition précédente Édition suivante
La coupe d'Allemagne de football 1976-1977 est la trente quatrième édition de l'histoire de la compétition. La finale a lieu à Hanovre au  Niedersachsenstadion.
Le 1.FC Cologne remporte le trophée pour la deuxième fois de son histoire. Il bat en finale le Hertha BSC Berlin sur le score de 1 but à 0, la finale a été rejouée après que les deux formations se soient quittées sur un score de parité (1-1) le 28 mai 1977 sur la même pelouse à Hanovre.

## Premier tour
Les résultats du premier tour 
| Date           | Domicile                   | Extérieur                           | Score         |
| -------------- | -------------------------- | ----------------------------------- | ------------- |
| 06 - 08 - 1976 | Hanovre 96                 | MSV Duisbourg                       | 0 - 1         |
| 06 - 08 - 1976 | SV Wiesbaden               | FC Schalke 04                       | 1 - 3         |
| 06 - 08 - 1976 | 1. FC Kaiserslautern       | VfR Mannheim                        | 1 - 0         |
| 06 - 08 - 1976 | Fortuna Cologne            | SC Westfalia Herne                  | 4 - 1         |
| 06 - 08 - 1976 | Kickers Offenbach          | SpVgg Bayreuth                      | 4 - 4 (a. p.) |
| 06 - 08 - 1976 | FC Bayer 05 Uerdingen      | VfB Weidenau                        | 6 - 0         |
| 07 - 08 - 1976 | VfB Stuttgart              | SpVgg Fürth                         | 3 - 0         |
| 07 - 08 - 1976 | Arminia Bielefeld          | 1. FC Passau                        | 6 - 2 (a. p.) |
| 07 - 08 - 1976 | Hambourg SV                | Schwarz-Weiß Essen                  | 4 - 1         |
| 07 - 08 - 1976 | Fortuna Düsseldorf         | Eintracht Trier                     | 3 - 1         |
| 07 - 08 - 1976 | Werder Brême               | SV Südwest Ludwigshafen             | 4 - 0         |
| 07 - 08 - 1976 | Karlsruher SC              | Ballspielverein 1900 Bocholt        | 2 - 0         |
| 07 - 08 - 1976 | Preussen Hameln            | 1. FC Saarbrücken                   | 0 - 5         |
| 07 - 08 - 1976 | Hertha BSC Berlin          | TuS Langerwehe                      | 7 - 3         |
| 07 - 08 - 1976 | FK Pirmasens               | SC Preußen Münster                  | 5 - 1         |
| 07 - 08 - 1976 | FC Bayern Hof              | VfB Oldenburg                       | 3 - 2         |
| 07 - 08 - 1976 | VfL Pinneberg              | FC Augsbourg                        | 0 - 4         |
| 07 - 08 - 1976 | SV CHIO Waldhof            | Bremer SV                           | 6 - 0         |
| 07 - 08 - 1976 | 1. FC Cologne (2)          | SV Röchling Völklingen              | 1 - 2         |
| 07 - 08 - 1976 | SG Wattenscheid 09         | TuRa Harksheide                     | 5 - 0         |
| 07 - 08 - 1976 | FC Homburg-Saar            | SpVgg Erkenschwick                  | 2 - 1         |
| 07 - 08 - 1976 | Bayer Leverkusen           | IF Tönning                          | 4 - 0         |
| 07 - 08 - 1976 | Werder Brême               | 1.FC Nuremberg                      | 0 - 3         |
| 07 - 08 - 1976 | SC Fribourg                | Stuttgarter Kickers                 | 1 - 6         |
| 07 - 08 - 1976 | Jahn Regensburg            | VfR Heilbronn                       | 3 - 1         |
| 07 - 08 - 1976 | FV Faurndau                | FC Hanau 93                         | 1 - 4         |
| 07 - 08 - 1976 | SSV Dillenburg             | Bayern Munich (2)                   | 1 - 3         |
| 07 - 08 - 1976 | 1. FC Schweinfurt 05       | Hassia Bingen                       | 2 - 3         |
| 07 - 08 - 1976 | Hertha BSC Berlin          | DJK Gütersloh                       | 0 - 2         |
| 07 - 08 - 1976 | FC Blau Weiß 07 Niederembt | Spandauer SV 1894                   | 1 - 3         |
| 07 - 08 - 1976 | VfB Theley                 | BFC Preussen                        | 2 - 0         |
| 07 - 08 - 1976 | VfR Pforzheim              | Olympia Bocholt                     | 2 - 3         |
| 07 - 08 - 1976 | SV Neckargerach            | SSV Ulm 1846                        | 3 - 1         |
| 07 - 08 - 1976 | SG 99 Andernach            | 1. Mainzer Fußball- und Sportverein | 1 - 1 (a. p.) |
| 07 - 08 - 1976 | Sportfreunde Salzgitter    | Hülser SV                           | 2 - 1         |
| 07 - 08 - 1976 | Lüner SV                   | SG Ellingen-Bonefeld-Willroth       | 0 - 1 (a. p.) |
| 07 - 08 - 1976 | Spvg Steinhagen            | VfL Bochum                          | 0 - 3         |
| 07 - 08 - 1976 | Borussia Dortmund          | Concordia Haaren                    | 10 - 0        |
| 07 - 08 - 1976 | FC Konstanz                | Aix-la-Chapelle                     | 0 - 2         |
| 07 - 08 - 1976 | VfR Achern                 | BV Bad Lippspringe                  | 2 - 0         |
| 07 - 08 - 1976 | SV Meppen                  | Rot-Weiss Essen                     | 2 - 3 (a. p.) |
| 07 - 08 - 1976 | Tennis Borussia Berlin     | Sparta Bremerhaven                  | 5 - 0         |
| 07 - 08 - 1976 | Saar 05 Saarbrücken        | Eintracht Francfort                 | 1 - 6         |
| 08 - 08 - 1976 | TSV Güntersleben           | SSV Reutlingen                      | 1 - 2 (a. p.) |
| 08 - 08 - 1976 | Itzehoer SV 09             | 1.FC Cologne                        | 0 - 7         |
| 08 - 08 - 1976 | Wacker 04 Berlin           | FC 08 Villingen                     | 1 - 0         |
| 08 - 08 - 1976 | TuS Bremerhaven 93         | VfR Neuss                           | 3 - 0         |
| 08 - 08 - 1976 | VfL Osnabrück              | SC Union 06 Berlin                  | 12 - 1        |
| 08 - 08 - 1976 | Urania Hamburg             | FC St. Pauli                        | 1 - 6         |
| 08 - 08 - 1976 | Arminia Gütersloh          | SV Darmstadt 98                     | 2 - 3         |
| 08 - 08 - 1976 | SVO Germaringen            | VfR Laboe                           | 9 - 0         |
| 08 - 08 - 1976 | Hertha 03 Zehlendorf       | TuS Mayen                           | 1 - 0         |
| 08 - 08 - 1976 | SC Victoria Hamburg        | FC Ensdorf                          | 1 - 0         |
| 08 - 08 - 1976 | TuS Feuchtwangen           | SV Weiskirchen                      | 4 - 3 (a. p.) |
| 08 - 08 - 1976 | 1. FC Mülheim              | SG Egelsbach                        | 0 - 3         |
| 08 - 08 - 1976 | Sportfreunde Eisbachtal    | TSG Leihgestern                     | 1 - 1 (a. p.) |
| 08 - 08 - 1976 | VfR Achern                 | BV Bad Lippspringe                  | 2 - 0         |
| 08 - 08 - 1976 | Union Solingen             | Pegulan Frankenthal                 | 1 - 1 (a. p.) |
| 08 - 08 - 1976 | TV Unterboihingen          | SG Dielheim                         | 8 - 0         |
| 10 - 08 - 1976 | Hannover 96 (2)            | Bayern Munich                       | 0 - 10        |
| 01 - 09 - 1976 | VfR Wormatia 08 Worms      | Union Solingen                      | 0 - 1 (a. p)  |
| 07 - 09 - 1976 | Borussia Mönchengladbach   | 1. SC Göttingen 05                  | 2 - 1         |

Matchs rejoués.
| Date           | Domicile                            | Extérieur               | Score         |
| -------------- | ----------------------------------- | ----------------------- | ------------- |
| 01 - 09 - 1976 | Pegulan Frankenthal                 | Union Solingen          | 0 - 1 (a. p.) |
| 01 - 09 - 1976 | SpVgg Bayreuth                      | Kickers Offenbach       | 4 - 1         |
| 01 - 09 - 1976 | TSG Leihgestern                     | Sportfreunde Eisbachtal | 0 - 2         |
| 01 - 09 - 1976 | 1. Mainzer Fußball- und Sportverein | SG 99 Andernach         | 3 - 0         |

## Deuxième tour
Les résultats du deuxième tour
| Date           | Domicile                  | Extérieur                           | Score         |
| -------------- | ------------------------- | ----------------------------------- | ------------- |
| 15 - 10 - 1976 | Jahn Regensburg           | Fortuna Cologne                     | 1 - 2 (a. p.) |
| 15 - 10 - 1976 | FC Bayer 05 Uerdingen     | 1. Mainzer Fußball- und Sportverein | 3 - 0         |
| 15 - 10 - 1976 | Eintracht Francfort       | Hertha 03 Zehlendorf                | 10 - 2        |
| 16 - 10 - 1976 | VfB Stuttgart             | Union Solingen                      | 2 - 0         |
| 16 - 10 - 1976 | SpVgg Bayreuth            | SSV Reutlingen                      | 2 - 1         |
| 16 - 10 - 1976 | FC Schalke 04             | SG Ellingen-Bonefeld-Willroth       | 6 - 1         |
| 16 - 10 - 1976 | Arminia Bielefeld         | SVO Germaringen                     | 6 - 0         |
| 16 - 10 - 1976 | Bayern Munich             | Hambourg SV                         | 5 - 1         |
| 16 - 10 - 1976 | Fortuna Düsseldorf        | 1.FC Cologne                        | 2 - 4 (a. p.) |
| 16 - 10 - 1976 | 1. FC Saarbrücken         | Schwarz-Weiß Essen                  | 0 - 3         |
| 16 - 10 - 1976 | Hertha BSC Berlin         | FC Bayern Hof                       | 3 - 1         |
| 16 - 10 - 1976 | Stuttgarter Kickers       | 1. FC Kaiserslautern                | 1 - 1 (a. p.) |
| 16 - 10 - 1976 | Werder Brême              | SG Wattenscheid 09                  | 4 - 1         |
| 16 - 10 - 1976 | Alemannia Aix-la-Chapelle | Borussia Dortmund                   | 0 - 0 (a. p.) |
| 16 - 10 - 1976 | VfB Theley                | MSV Duisbourg                       | 0 - 4         |
| 16 - 10 - 1976 | Bayer Leverkusen          | FC St. Pauli                        | 3 - 1 (a. p.) |
| 16 - 10 - 1976 | FSV Francfort             | Eintracht Bad Kreuznach             | 2 - 1 (a. p.) |
| 16 - 10 - 1976 | FC Hanau 93               | TSV 1860 Munich                     | 1 - 6         |
| 16 - 10 - 1976 | SC Victoria Hamburg       | SV CHIO Waldhof                     | 2 - 5         |
| 16 - 10 - 1976 | SV Neckargerach           | FK Pirmasens                        | 2 - 3         |
| 16 - 10 - 1976 | Sportfreunde Salzgitter   | Bayern Munich (2)                   | 1 - 2         |
| 16 - 10 - 1976 | TuS Feuchtwangen          | DJK Gütersloh                       | 2 - 3 (a. p.) |
| 16 - 10 - 1976 | VfR Wormatia 08 Worms     | FC Augsbourg                        | 1 - 2         |
| 16 - 10 - 1976 | SG Egelsbach              | VfL Osnabrück                       | 0 - 2         |
| 16 - 10 - 1976 | TuS Bremerhaven 93        | VfL Bochum                          | 1 - 3         |
| 17 - 10 - 1976 | SV Röchling Völklingen    | Eintracht Brunswick                 | 2 - 1         |
| 17 - 10 - 1976 | Tennis Borussia Berlin    | Olympia Bocholt                     | 4 - 4 (a. p.) |
| 17 - 10 - 1976 | Wacker 04 Berlin          | 1. FC Nuremberg                     | 0 - 5         |
| 17 - 10 - 1976 | Spandauer SV 1894         | SV Darmstadt 98                     | 2 - 3         |
| 17 - 10 - 1976 | Sportfreunde Eisbachtal   | Hassia Bingen                       | 0 - 4         |
| 17 - 10 - 1976 | VfR Achern                | TV Unterboihingen                   | 1 - 2         |
| 15 - 12 - 1976 | FC Homburg-Saar           | Karlsruher SC                       | 1 - 0         |

Matchs rejoués.
| Date           | Domicile             | Extérieur              | Score                        |
| -------------- | -------------------- | ---------------------- | ---------------------------- |
| 09 - 11 - 1976 | Borussia Dortmund    | Aix-la-Chapelle        | 2 - 0                        |
| 16 - 11 - 1976 | 1. FC Kaiserslautern | Stuttgarter Kickers    | 3 - 1                        |
| 15 - 12 - 1976 | Olympia Bocholt      | Tennis Borussia Berlin | 0 - 0 (a. p.) (t.a.b. 1 - 3) |

## Troisième tour
Les résultats du troisième tour.
| Date           | Domicile                   | Extérieur              | score           |
| -------------- | -------------------------- | ---------------------- | --------------- |
| 15 - 12 - 1976 | 1. FC Cologne              | Tennis Borussia Berlin | 5 - 1           |
| 17 - 12 - 1976 | FC Bayer 05 Uerdingen      | 1. FC Kaiserslautern   | 3 - 1           |
| 18 - 12 - 1976 | Rot-Weiss Essen            | VfL Bochum             | 5 - 1           |
| 18 - 12 - 1976 | FC Schalke 04              | FSV Francfort          | 1 - 0           |
| 18 - 12 - 1976 | FK Pirmasens               | Arminia Bielefeld      | 3 - 4           |
| 18 - 12 - 1976 | Werder Brême               | Bayer Leverkusen       | 3 - 0           |
| 18 - 12 - 1976 | SV Darmstadt 98            | Hertha BSC Berlin      | 0 - 1 (a . p .) |
| 18 - 12 - 1976 | VfL Osnabrück              | Borussia Dortmund      | 3 - 1 (a . p .) |
| 18 - 12 - 1976 | FC Augsbourg               | TSV 1860 Munich        | 2 - 1           |
| 18 - 12 - 1976 | 1. FC Nuremberg            | SV CHIO Waldhof        | 3 - 2           |
| 18 - 12 - 1976 | SpVgg Oberfranken Bayreuth | Hassia Bingen          | 2 - 1           |
| 18 - 12 - 1976 | MSV Duisbourg              | Fortuna Cologne        | 4 - 0           |
| 18 - 12 - 1976 | Bayern Munich              | TV Unterboihingen      | 10 - 1          |
| 18 - 12 - 1976 | SV Röchling Völklingen     | Eintracht Francfort    | 2 - 3           |
| 19 - 12 - 1976 | Bayern Munich              | VfB Stuttgart          | 2 - 1           |
| 19 - 12 - 1976 | DJK Gütersloh              | FC 08 Homburg          | 0 - 6           |

## Huitièmes de finale
Les résultats des huitièmes de finale.
| Date           | Domicile                   | Extérieur           | score                           |
| -------------- | -------------------------- | ------------------- | ------------------------------- |
| 08 - 01 - 1977 | Bayern Munich              | Bayern Munich       | 5 - 3                           |
| 08 - 01 - 1977 | FC Schalke 04              | Eintracht Francfort | 2 - 2 puis 3 - 4 (match rejoué) |
| 08 - 01 - 1977 | MSV Duisbourg              | Hertha BSC Berlin   | 1 - 2                           |
| 08 - 01 - 1977 | Rot-Weiss Essen            | Arminia Bielefeld   | 2 - 0                           |
| 08 - 01 - 1977 | 1. FC Cologne              | FC 08 Homburg       | 7 - 2                           |
| 08 - 01 - 1977 | FC Bayer 05 Uerdingen      | Werder Brême        | 2 - 0                           |
| 08 - 01 - 1977 | 1. FC Nuremberg            | VfL Osnabrück       | 1 - 0                           |
| 08 - 01 - 1977 | SpVgg Oberfranken Bayreuth | FC Augsbourg        | 2 - 0                           |

## Quarts de finale
Les résultats des quarts de finale.
| Date           | Domicile                   | Extérieur           | Score      |
| -------------- | -------------------------- | ------------------- | ---------- |
| 09 - 02 - 1977 | 1. FC Cologne              | 1. FC Nuremberg     | 4 - 2      |
| 19 - 02 - 1977 | Hertha BSC Berlin          | Bayern Munich       | 4 - 2      |
| 19 - 02 - 1977 | FC Bayer 05 Uerdingen      | Eintracht Frankfurt | 6 - 3 a.p. |
| 19 - 02 - 1977 | SpVgg Oberfranken Bayreuth | Rot-Weiss Essen     | 1 - 2      |

## Demi-finales
Les résultats des demi-finales.
| Date           | Domicile              | Extérieur         | Score |
| -------------- | --------------------- | ----------------- | ----- |
| 07 - 04 - 1977 | 1. FC Cologne         | Rot-Weiss Essen   | 4 - 0 |
| 09 - 04 - 1977 | FC Bayer 05 Uerdingen | Hertha BSC Berlin | 0 - 1 |

## Finale
| Entraîneur :      |
| Hennes Weisweiler |

| Entraîneur : |
| Georg Keßler |

| Entraîneur :      |
| Hennes Weisweiler |

| Entraîneur : |
| Georg Keßler |

## Finale rejouée
| Entraîneur :      |
| Hennes Weisweiler |

| Entraîneur : |
| Georg Keßler |

| Entraîneur :      |
| Hennes Weisweiler |

| Entraîneur : |
| Georg Keßler |